# 金永南
金 永南（キム・ヨンナム、朝鮮語: 김영남、1928年2月4日 - ）は、朝鮮民主主義人民共和国（北朝鮮）の政治家。2010年9月から2019年4月まで朝鮮労働党中央委員会政治局常務委員を務めたほか、最高人民会議常任委員会委員長を20年にわたって務めた。その間、1998年9月5日の社会主義憲法改正により最高人民会議常任委員長が同国の元首格とされたため、対外的に国家元首の役割を果たしていた。党内序列は最高で第2位であった。

## 経歴
出生地は日本統治時代の朝鮮の平壌が公式の記録だが、当時の中華民国奉天省という説もある。後に家族とともに中国の黒竜江省木蘭県に移住した。
本名は金明参(朝鮮語: 김명삼/金明參)、父は金択世(朝鮮語: 김택세/金擇世)、弟は金東参(朝鮮語: 김동삼/金東參、後に金己男)、名前不明の妹がいる。
1950年6月に朝鮮戦争が起き、同年10月に中華人民共和国で中国人民志願軍（抗美援朝義勇軍）が結成され、当時中国で学生の身分だった金永南も従軍した。
朝鮮戦争休戦後も北朝鮮に留まり、1952年にソビエト連邦経由で中国に戻るも1950年代後半に家族を連れて北朝鮮に移住し、金日成総合大学を卒業し、再びソ連に赴いてモスクワ大学にも留学した。朝鮮労働党入党後、長らく外交畑を担当し、幹部へと出世していく。
1970年11月、党中央委員に選出され、1972年2月に党中央委員会国際部副部長、外務次官に就任。同年、最高人民会議代議員に選出される。1975年、党国際担当書記に任命され、1978年8月に党政治局員に選出。1980年10月の第6回党大会で党政治局員・書記に再選される。1983年12月28日、政務院副総理兼外交部長に就任。1998年に退任するまで約15年間在職し、金日成・金正日父子の外交政策を支える。1989年9月には祖国平和統一委員会副委員長を兼任。1994年7月8日に金日成が死去。金日成の演説草案の多くを作成し、金日成から信頼されていた金永南は、同月に開催された金日成追悼大会において追悼演説を行った。
1998年9月5日、最高人民会議第10期第1回会議において憲法が改正され、金日成の死後空位となっていた国家主席は廃止となり、代わって最高人民会議常任委員会委員長が国家元首格として再設置された。金永南は最高人民会議常任委員会委員長に選出されて対外的に国家元首の役割を果たすこととなった。しかし、金永南はこの最高人民会議の席上、金正日が務める国防委員会委員長を「国家の最高職責」と宣言したため、金正日が事実上の国家元首となり、金永南は国家のナンバー2となった。
対外的な国家元首になった後も2000年までは専属の警護担当チームがつかなかったが、同年の南北首脳会談の際に金永南の警護体制が貧弱なものであったことを平壌に常駐していた欧州の外信記者によって報じられたため、金正日は護衛司令官だった李乙雪を激しい口調で叱責し、護衛司令部（当時は護衛総局）で金正日の警護を担当していた1局7処に臨時の警護チームが編成されて金永南の警護を担当する一幕があった。この後、護衛総局で万寿台議事堂と最高人民会議常任委員会の警護担当だった第3護衛部に金永南の専属警護を担当する「特別護衛課」が組織されることになった。
2000年9月4日、国際連合本部で行われる国連ミレニアム・サミットに出席するためアメリカへ向かっていたところ、経由地のドイツ・フランクフルト空港で搭乗予定だったアメリカン航空の職員から保安検査を口実とした「屈辱的な身体検査」を随員が強要され、金永南本人にも同様の検査を強要しようとする事件が発生した。このため金永南一行は搭乗をキャンセルして北朝鮮へ帰国し、ミレニアム・サミットを欠席した（同時に予定されていた金大中韓国大統領との会談も中止された）。
2009年4月9日の最高人民会議第12期第1回会議で憲法が改正され、国防委員会委員長が「国家の最高指導者」として規定された。これにより金正日が名実ともに国家元首となった。一方で国際行事、特に中華人民共和国の2008年北京オリンピックの開会式（オリンピック聖火が北朝鮮に初めてきた際は第一走者に手渡す役を務めた）、ロシアの2014年ソチオリンピックの開会式、大韓民国の2018年平昌オリンピックの開会式などのようなスポーツ祭典には金永南が国家元首格として北朝鮮を代表して出席した。
2010年9月28日に開催された第3回党代表者会議と第6期党中央委員会第22回総会で政治局常務委員に選出され、正式に党内序列第2位となった。
2011年12月17日に金正日が死去し、三男の金正恩が後継者となった。金正恩体制の下でも、金永南は粛清されることもなく序列第2位に据え置かれ、2016年5月に開催された第7回党大会でも政治局常務委員に留任した。
2017年2月15日に開催された金正日総書記の生誕75周年慶祝中央報告大会では、「金総書記の指導の継承問題を完璧に解決したのは千年、万年の未来とともに末永く輝く最も貴い業績だ」と発言し、また2月12日に発射したミサイルについて「民族最大の祝日（光明星節）である金総書記の誕生日を輝かしく飾った」と述べた。
2019年3月10日の第14期最高人民会議代議員選挙で再選されたが、4月10日の第7期党中央委員会第4回総会において党中央委員会政治局常務委員を退任し、翌11日の最高人民会議において最高人民会議常任委員会委員長も退任して引退した。
2020年10月10日に開催された朝鮮労働党創立75周年記念軍事パレードでは「慶祝代表」の一員として招待席で参観した。

## 日本との関係
1974年、列国議会同盟朝鮮民主主義人民共和国代表団団長として来日。2002年9月17日の第1回日朝首脳会談では、平壌国際空港に到着した日本の小泉純一郎首相を出迎えた。

## 家族
弟の金己男(1929-2024)は朝鮮労働党政治局員、政務局副委員長（2016年の第7回党大会で書記から改称）を務め、2017年10月開催の党中央委員会第7期第2回総会で退任した。縁戚の金東淳と元正花は2008年、韓国でスパイ容疑のために逮捕された。